# Посли США в Європейському Союзі
Посол США в Європейському Союзі — глава місії США при ЄС. Офіційна назва посади — Представник Сполучених Штатів Америки в Європейському Союзі в ранзі і статусі Надзвичайного і Повноважного Посла.

## Список послів США в ЄС
| Посол                    | Фото | Штат                      | Початок місії     | Закінчення місії | Примітки      |
| ------------------------ | ---- | ------------------------- | ----------------- | ---------------- | ------------- |
| Вільям Волтон Баттерворт |      | Луїзіана                  | 10 серпня 1961    | 25 жовтня 1962   | [ 1 ]         |
| Джон Татгілл             |      | Іллінойс                  | 23 жовтня 1962    | 7 червня 1966    | [ 2 ]         |
| Дж. Роберт Шатцель       |      | Іллінойс                  | 16 вересня 1966   | 25 жовтня 1972   | [ 3 ]         |
| Джозеф А. Грінвальд      |      | Іллінойс                  | 12 жовтня 1972    | 28 січня 1976    | [ 4 ]         |
| Дін Гінтон               |      | Іллінойс                  | 29 січня 1976     | 3 грудня 1979    | [ 5 ]         |
| Томас Ендерс             |      | Коннектикут               | 6 листопада 1979  | 27 травня 1981   | [ 6 ]         |
| Джордж Вест              |      | Меріленд                  | 20 вересня 1981   | 27 лютого 1985   | [ 7 ]         |
| Джон Вільям Міддендорф   |      | Коннектикут               | 12 липня 1985     | 1 лютого 1987    | [ 8 ]         |
| Альфред Г'ю Кінгон       |      | Нью-Йорк                  | 27 березня 1987   | 23 червня 1989   | [ 9 ]         |
| Томас Найлз              |      | Вашингтон, округ Колумбія | 23 червня 1989    | 26 серпня 1991   | [ 10 ]        |
| Джеймс Доббінс           |      | Нью-Йорк                  | 9 жовтня 1991     | 31 липня 1993    | [ 11 ]        |
| Стюарт Айзенштадт        |      | Вашингтон, округ Колумбія | 2 серпня 1993     | 1 квітня 1996    | [ 12 ]        |
| А. Вернон Вівер          |      | Арканзас                  | 2 липня 1996      | 28 лютого 1999   | [ 13 ]        |
| Ричард Морнінгстар       |      | Вашингтон, округ Колумбія | 7 липня 1999      | 21 вересня 2001  | [ 14 ]        |
| Роквел Шнабель           |      | Каліфорнія                | 1 жовтня 2001     | 18 червня 2005   | [ 15 ] [ 16 ] |
| Клейланд Бойден Ґрей     |      | Каліфорнія                | 17 січня 2006     | 31 грудня 2007   | [ 17 ] [ 18 ] |
| Крістен Сілверберг       |      | Техас                     | 2 травня 2008     | 18 січня 2009    | [ 19 ] [ 20 ] |
| Вільям Кеннард           |      | Вашингтон, округ Колумбія | 23 листопада 2009 | 29 липня 2013    | [ 21 ]        |
| Ентоні Л. Ґарднер        |      | Нью-Йорк                  | 13 лютого 2014    | 20 січня 2017    | [ 22 ]        |
| Ґордон Сондленд          |      | Вашингтон                 | 9 липня 2018      | 7 лютого 2020    | [ 23 ]        |
| Рональд Годвіц (в. о.)   |      | Іллінойс                  | 4 травня 2020     | 20 січня 2021    | [ 24 ]        |
| Марк Ліббі (в. о.)       |      | Вашингтон, округ Колумбія | 20 січня 2021     | 24 січня 2022    |               |
| Марк Ґітенштейн          |      | Алабама                   | 24 січня 2022     |                  | [ 25 ]        |